# Европско првенство у атлетици на отвореном 1958 — скок увис за жене
Такмичење у скоку увис у женској конкуренцији на 6. Европском првенству у атлетици 1958. одржано је 21. августа на Олимпијском стадиону у Стокхолму (Шведска)..
Титулу освојену у Берн 1954 није бранила Телма Хопкинс из Уједињеног Краљевства.

## Земље учеснице
Учествовало је 11 такмичарки из 8 земаља.
1. Аустрија (1)
2. Бугарска (1)
3. Западна Немачка (1)
4. Југославија (1)
5. Румунија (1)
6. СССР (2)
7. Уједињено Краљевство (1)
8. Шведска (3)

## Рекорди
| Рекорди пре почетка Европског првенства 1958.     | Рекорди пре почетка Европског првенства 1958. | Рекорди пре почетка Европског првенства 1958. | Рекорди пре почетка Европског првенства 1958. | Рекорди пре почетка Европског првенства 1958. | Рекорди пре почетка Европског првенства 1958. |
| ------------------------------------------------- | --------------------------------------------- | --------------------------------------------- | --------------------------------------------- | --------------------------------------------- | --------------------------------------------- |
| Светски рекорд                                    | Јоланда Балаш                                 | Румунија                                      | 1,81                                          | Пољана Брашов, Румунија                       | 13. јул 1958.                                 |
| Европски рекорд                                   | Јоланда Балаш                                 | Румунија                                      | 1,81                                          | Пољана Брашов, Румунија                       | 13. јул 1958.                                 |
| Рекорди европских првенстава                      | Телма Хопкинс                                 | Уједињено Краљевство                          | 1,67                                          | Берн, Швајцарска                              | 28. август 1958.                              |
| Рекорди после завршеног Европског првенства 1958. |                                               |                                               |                                               |                                               |                                               |
| Рекорди европских првенстава                      | Јоланда Балаш                                 | Румунија                                      | 1,77                                          | Стокхолм, Шведска                             | 21. август 1958.                              |

## Освајачи медаља
|                        |                     |                                     |
| Јоланда Балаш Румунија | Таисија Ченчик СССР | Дороти Ширли · Уједињено Краљевство |

## Резултати

### Финале
| Пласман | Такмичарка          | Земља                | Време | Белешке |
| ------- | ------------------- | -------------------- | ----- | ------- |
|         | Јоланда Балаш       | Румунија             | 1,77  | РЕП     |
|         | Таисија Ченчик      | СССР                 | 1,70  | ЛРС     |
|         | Дороти Ширли        | Уједињено Краљевство | 1,67  | ЛРС     |
| 4.      | Инге Килијан        | Западна Немачка      | 1,67  | ЛР      |
| 5.      | Галина Доља         | СССР                 | 1,64  | ЛРС     |
| 6.      | Мај-Лена Лундстром  | Шведска              | 1,61  | ЛР      |
| 7.      | Рајнелде Кнап       | Аустрија             | 1,61  | ЛР      |
| 8.      | Олга Гере           | Југославија          | 1,61  | ЛРС     |
| 9.      | Инга Содерлинд      | Шведска              | 1,61  | ЛР      |
| 10.     | Анка Абаџијева      | Бугарска             | 1,58  | ЛР      |
| 11.     | Маргарета Самуелсон | Шведска              | 1,58  | ЛР      |

## Укупни биланс медаља у скоку увис за жене после 6. Европског првенства 1938—1958.[2]
|    | Земља                |   |   |   |    |
| -- | -------------------- | - | - | - | -- |
| 1. | Уједињено Краљевство | 2 | 1 | 1 | 4  |
| 2. | Румунија             | 1 | 1 | 0 | 2  |
| 3. | Француска            | 1 | 0 | 0 | 1  |
| 3. | Мађарска             | 1 | 0 | 0 | 1  |
| 5. | Совјетски Савез      | 0 | 2 | 1 | 3  |
| 6. | Холандија            | 0 | 1 | 0 | 1  |
| 7. | Данска               | 0 | 0 | 1 | 1  |
| 7. | Чехословачка         | 0 | 0 | 1 | 1  |
| 7. | Немачка              | 0 | 0 | 1 | 1  |
|    | Укупно {9}           | 5 | 5 | 5 | 15 |

|    | Атлетичар     | Земља    |   |   |   |   |
| -- | ------------- | -------- | - | - | - | - |
| 1. | Јоланда Балаш | Румунија | 1 | 1 | 0 | 2 |